# Mathieu Bréda
Mathieu Bréda (Frankrijk, 20 maart 1971) is een Franse storyboarder voor videogames en stripscenarist.

## Carrière
Bréda studeerde aan de Ecole des Gobelins in Parijs. Hij werkte vele jaren als storyboarder, voornamelijk in de videogamebranche. Zo was hij bijvoorbeeld zowel storyboarder als regisseur voor Tom Clancy's Ghost Recon: Jungle Storm (PS2) in 2004.
Bréda schreef samen met zijn vriend Marc Jailloux het scenario voor het album Britannia in de reeks Alex in 2014, dat getekend werd door Jailloux. Daarna schreef hij alleen de scenario's voor Aan de overkant van de Styx (2015), De eed van de gladiator (2017) en De Helvetii (2019), alle getekend door Jailloux.